# 大连大学附属新华医院
大连大学附属新华医院（英語：Affiliated Xinhua Hospital of Dalian University）创立于1953年，是一所集医疗、科研、教学、预防、保健、康复为一体的大型综合三级甲等医院，位于中华人民共和国辽宁省大连市沙河口区万岁街156号，拥有床位1063张。

## 科室设置
有49个临床科室，10个临床医技及功能科室。